# Mitsubishi G4M
Торпедоносец берегового базирования «Тип 1», ( (яп. 一式陸上攻撃機 Иссики рикудзё: ко:гэкики)) «Мицубиси» G4M ( (яп. 三菱G4M Мицубиси Дзи:-Ён-Эму))— японский средний торпедоносец морской авиации времён Второй мировой войны. Условное обозначение ВВС союзников — «Бетти» (англ. Betty). Проект разработан авиационным КБ завода «Мицубиси» в 1937—1940 годах, серийно производился в 1941—1945 годах и был одним из основных японских торпедоносцев Второй мировой войны.

## История создания и производства

### Предыстория создания торпедоносной авиации ВМС

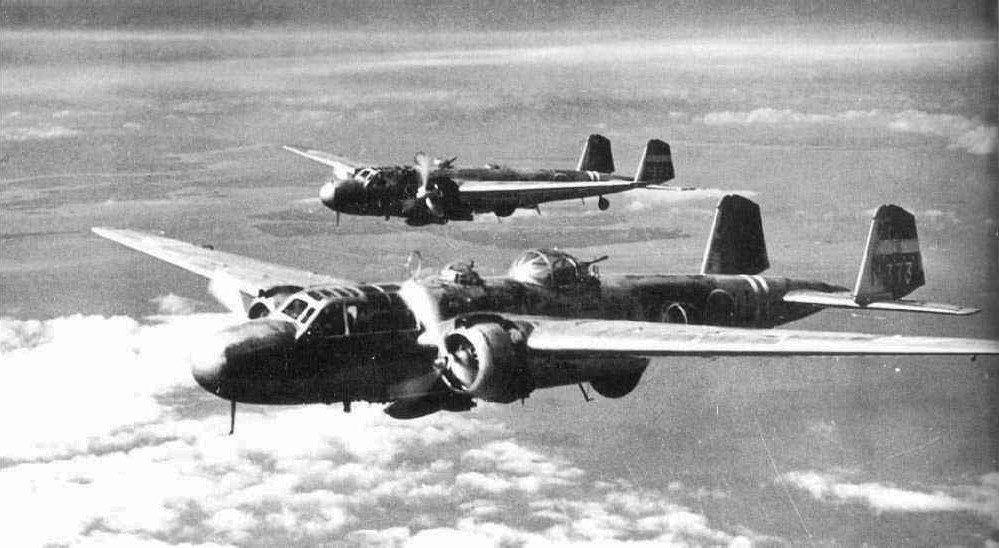
Предшественник тяжелого торпедоносца «Тип 1», средний торпедоносец «Тип 96»

Ещё с начала 1930-х годов ВМС Японии начали наращивать бомбардировочный и торпедоносный потенциал своей авианосных частей (ОАП ВМС,  (яп. 航空隊 кокутай)). В 1932 году адмиралом И.Ямамото была начата трёхлетняя программа развития авиации ВМС, направленная на ликвидирование отставания Японии в этой области от ведущих мировых держав.
Тяжелые бомбардировщики-торпедоносцы берегового базирования, действующие с передовых полевых аэродромов ВМС в то время рассматривались как средство увеличения дальности действия авиации ВМС в Тихом океане и компенсации отставания боевых возможностей ВМС от других держав Тихоокеанского региона, вызванный вынужденностью для Японии соблюдения условий Вашингтонского морского соглашения от 1922 г..
По исторически сложившейся в Японии традиции японские ВМС имели собственную, параллельную всем остальным видам вооруженных сил военную инфраструктуру и вместо унификации предпочитали иметь на вооружении отдельные типы техники, отвечавшие исключительно нуждам ВМС. В авиации ВМС самолёты-торпедоносцы обозначались термином «ударный самолёт» (яп. 攻撃機 когэки-ки) (в авиации Сухопутных войск использовавшегося в значении «штурмовик»), в то время, как термин «бомбардировщик»  (яп. 爆撃機 бакугеки-ки) в авиации ВМС служил для обозначения самолётов-пикировщиков.
Самолёты авиации ВМС класса «когэки» проектировались в первую очередь с расчетом на доставку авиационных торпед (хотя они могли также нести на внешней подвеске и традиционную бомбовую нагрузку), а традиционные бомбардировщики предназначались для прицельного бомбометания по кораблям с пикирования..
Первым массовым торпедоносцем берегового базирования авиации ВМС Японии стал средний торпедоносец «Тип 96». Однако, его дальность и скоростные характеристики вкупе с недостаточным оборонительным вооружением (пулемёты винтовочного калибра) не удовлетворяли командование ВМС. В свете бурного развития авиации 1930-х гг. характеристики боевых самолётов начинали устаревать уже ко времени начала поступлений в войска. В апреле 1936 г., вскоре после принятия среднего торпедоносца «Тип 96» на вооружение ВМС, было принято решение о начале работ по торпедоносцам нового поколения.

## Самолёт «Прототип-12»

### Техническое задание ВМС
Техническое задание «12-Си» (яп. 12し), выданное фирме «Мицубиси» в сентябре 1937 года, содержало в себе следующие требования:
- Максимальная скорость в 398 км/ч на высоте 3000 м.
- Дальность полёта в 3700 км с полной нагрузкой или 4815 км без нагрузки
- Бомбовая нагрузка в 800 кг
- Экипаж из 7—9 человек
- Использование двигателей «Кинсэй» «Мицубиси»" мощностью 1000 л. с.

По сути, авиационному КБ «Мицубиси» предлагалось создать самолёт, оснащённый той же двигательной установкой, что и G3M, но имеющий на 50 км/ч большую скорость и на 900 км большую дальность полёта. Поначалу ведущий конструктор темы К.Хондзё настаивал на том, что указанные требования недостижимы и единственный способ достичь требуемых характеристик — разработка проекта четырёхмоторного самолёта — но представителями ВМС этот вариант был категорически отвергнут, так как крупные четырёхмоторные машины не могли базироваться на полевых аэродромах ВМС.
По словам  К.Хондзё, на его настойчивые предложения обратиться к четырехмотрной схеме начальник  Военного завода  №1  (Главного авиационного КБ) ВМС контр-адмирал М. Вада заявил ему при личной встрече: «Требования по необходимости тех или иных технических условий принимает командование ВМС. Задача завода  «Мицубиси» -  в точности выполнять все требования военных.»

### Начало проектирования прототипа
Первоначально проектом предполагалась модернизация отработанной конструкцим торпедоносца «Тип 96», с установкой на ней перспективных двигателей «Марс» («Касэй») (проектной мощностью 1500 л. с.), на тот момент находившиеся в разработке в двигательном КБ «Мицубиси». Однако 3 декабря 1937 г. от представителей заказчика поступило дополнительное требование по оснащению торпедоносца пушечным вооружением «Тип 99» кал. 20-мм, сделанное с учётом действий бомбардировщиков ВМС в Китае.
Новое требование вызвало огромное затруднение проектантов, поскольку все заделы по торпедоносцу «Тип 96» были исчерпаны, и требовалась кардинально новая конструкция. Для снижения аэродинамического сопротивления было принято решение об использовании внутрифюзеляжной подвески вооружения. Конструкторским коллективом был разработан фюзеляж необычно большого для японских бомбардировщиков сечения, что позволило разместить внутри него единый (рассчитанный на авиационную торпеду) бомбоотсек, а также обеспечить приемлемые условия работы экипажа для обусловленной техническими требованиями девяти-десятичасовой дальности полета.
Постройка натурного макета началась в августе—сентябре 1938 г. За характерную форму фюзеляжа, макет получил прозвище «хамаки»  (яп. 葉巻 сигара) (строившая макет бригада предпочитала менее лестное «намекудзи»  (яп. 蛞蝓 слизень). Размеры фюзеляжа были таковы, что инженеры фирмы «Хейнкель», посещавшие авиазаводы «Мицубиси», увидев его, были убеждены, что в разработке КБ «Мицубиси» находится четырёхмоторная машина.

### ТрудностиКБ «Мицубиси»
Близкие к невозможным требования заказчика заставили разработчиков уделить все внимание скорости и дальности полёта будущего бомбардировщика, пожертвовав протектированием баков и бронированием мест экипажа. Представители ВМС считали это оправданным решением, требуя любых мер по увеличению дальности полёта. Отчасти предполагалось, что скорость самолёта сделает его недосягаемым для истребителей — довольно популярная точка зрения в те годы, однако рост скорости и высотности истребителей уже вскоре сделало её несостоятельной.Такое решение в будущем послужило причиной больших потерь при боевом применении торпедоносцев «Мицубиси Тип 1».
Из-за концентрирования сил КБ «Мицубиси» на основной для ВМС разработке нового палубного перехватчика «Тип О» (A6M), работы по торпедоносцу «Прототип-12» продвигались достаточно медленно . Строительство первой опытной машины началось осенью 1938 г. и было закончено только через год (в сентябре 1939 г). В конце месяца самолёт был принят комиссией ВМС и перевезён на испытательный аэродром «Мицубиси» для летных испытаний. «Прототип-12» был впервые поднят в воздух в 16:15 23 октября 1939 года.
Заводские испытания прошли успешно и после небольших доработок двигательной установки и элеронов, прототип 24 января 1940 года был передан на войсковые испытания ВМС. В феврале того же года на испытания поступила вторая опытная машина с увеличенным хвостовым оперением. Оба прототипа показали превосходные летные характеристики: была достигнута максимальная скорость полета 444 км/ч при перегоночной дальности 5560 км, что намного превышало требования заказчика.

### Проект тяжелого истребителя сопровождения «Мицубиси G6M»

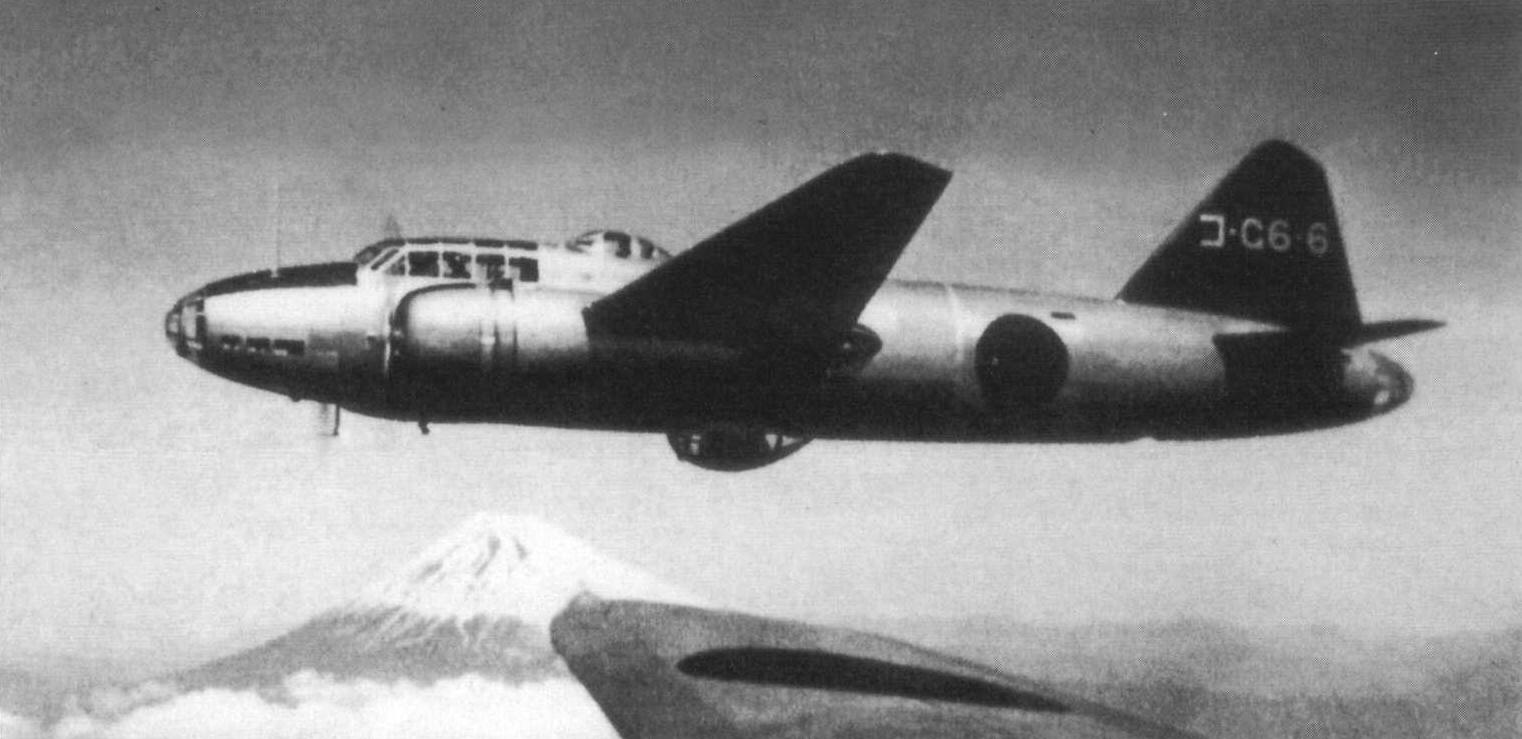
Тяжёлый истребитель сопровождения «Мицубиси G6M»

Столь высокие характеристики привели к неожиданному повороту в судьбе машины «Прототип-12». Авиации в то время требовался эскортный истребитель, способный сопровождать средние торпедоносцы «Тип 96» в боевых вылетах, но лучший из доступных вариантов, истребитель ВМС «Мицубиси Тип-96», не обладал достаточным для этого боевым радиусом, а производство нового истребителя ВМС «Тип О» с большой дальностью задерживалось.
Кроме того, принятие на вооружение авиации ВМС G4M означало сокращение числа бомбардировщиков поступающих на вооружение авиации Сухопутных войск из-за приоритета авиационных программ ВМС перед потребностями Сухопутных войск, чему командование Сухопутных войск крайне противилось. В связи с этим, руководство авиации ВМС приняло решение о принятии «Прототипа-12» на вооружение в качестве тяжёлого истребителя сопровождения под шифром «Мицубиси G6M».
По сравнению с «Прототипом-12», на истребителе «G6M» отказались от бомбового вооружения и сократили запас топлива. За счёт высвобождённого веса, было усилено бортовое вооружение за счёт замены боковых пулемётов на 20-мм пушки и добавления ещё одной спаренной подфюзеляжной пушечной установки и установлены протектированные топливные баки.
Первый тяжелый сопровождения «Мицубиси G6M» был закончен сборкой в августе 1940 г. Однако, войсковые испытания в частях показали, что с дополнительным вооружением и бронеплитами истребитель сопровождения на обратном пути не может по скорости выдерживать строй с бомбардировщиками с пустой загрузкой. Это привело к прекращению производства истребителя «G6M» после выпуска всего 30 ед. самолётов и переделке готовых машин в учебные (G6M1-K) и транспортные (G6M1-L) модификации.

## Описание конструкции

Схема самолёта G4M.

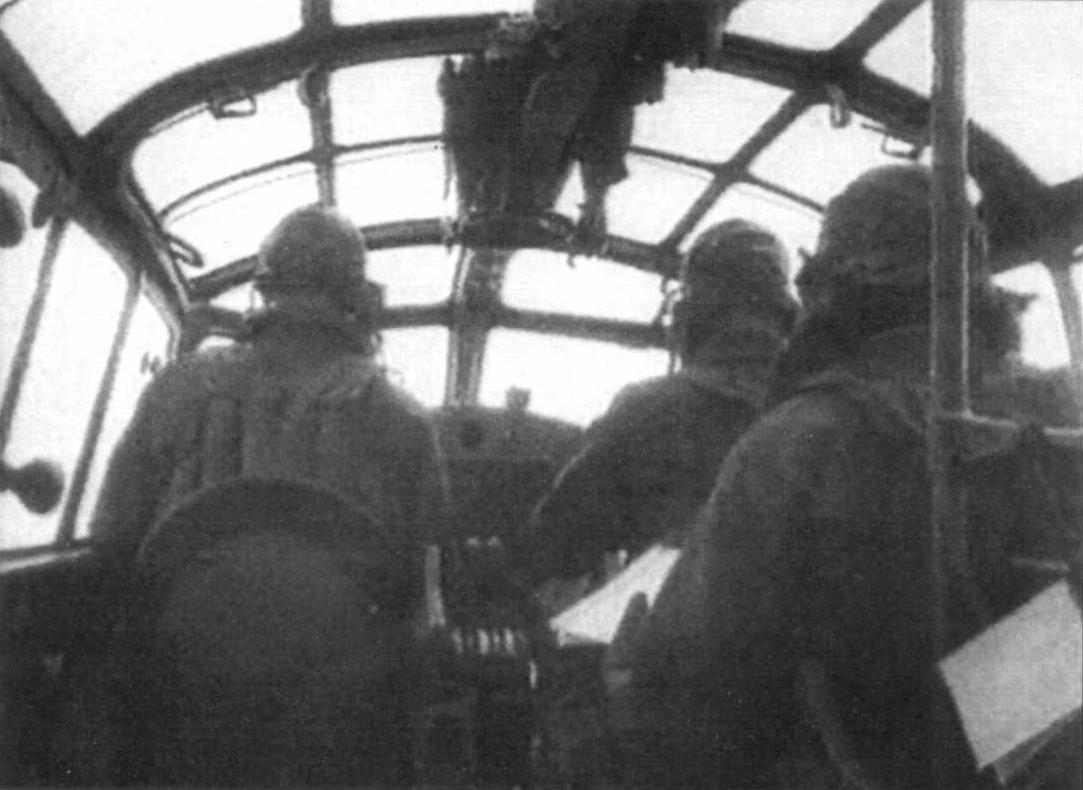
Вид кабины пилотов на G4M. Первый пилот сидит справа, второй пилот — слева, а за ними находится наблюдатель

G4M был цельнометаллическим двухмоторным монопланом со средним расположением крыла.

### Фюзеляж

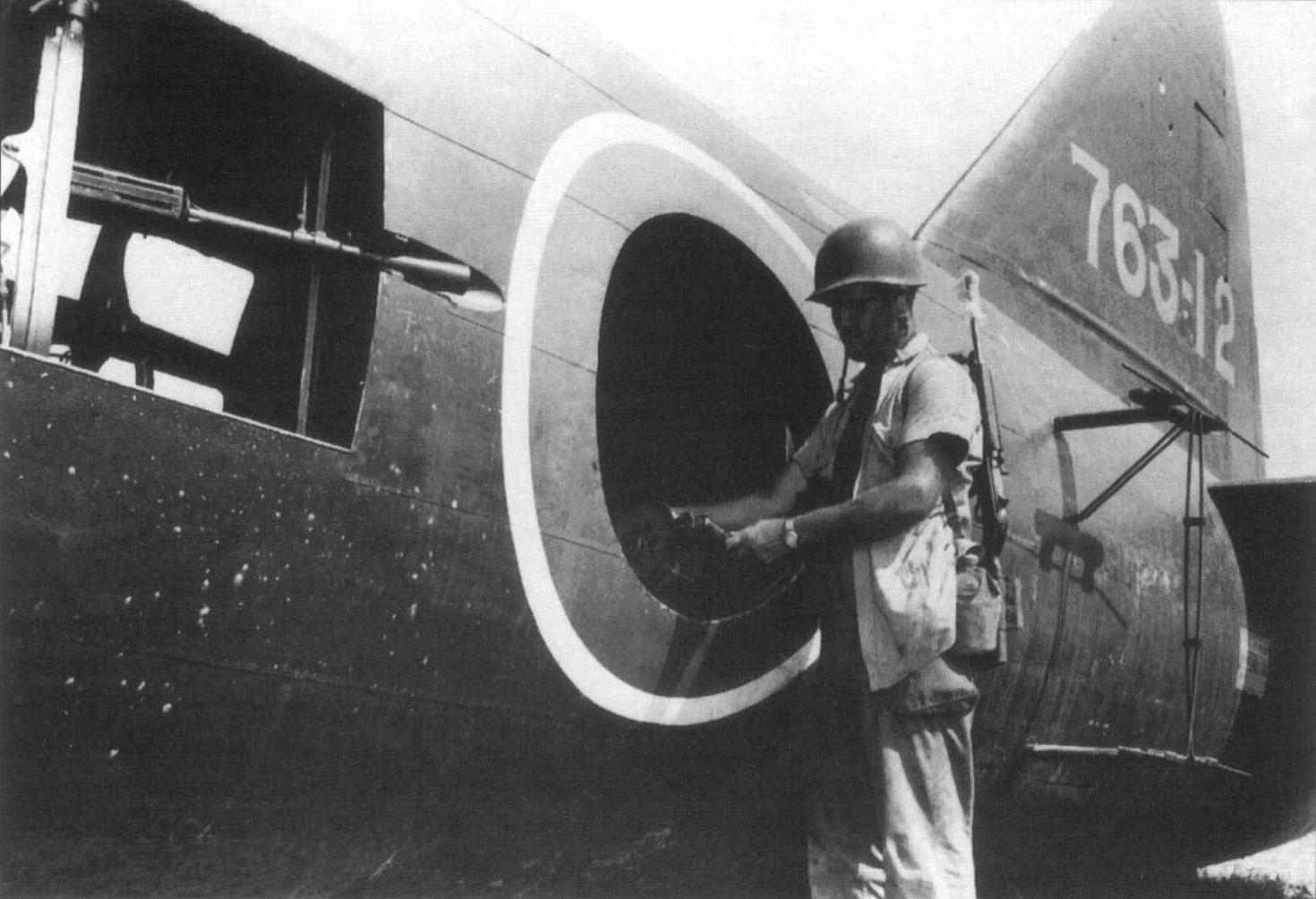
Американский солдат, осматривающий фюзеляж G4M2. На снимке хорошо видны бортовая установка 20-мм пушки и дверь для посадки и высадки экипажа

Фюзеляж G4M был цельнометаллическим полумонококом овального сечения. Из-за специфической его формы, самолёт получил прозвище «хамаки» ( (яп. 葉巻 сигара)). Части фюзеляжа соединялись между собой при помощи клёпки. Для удобства производства и ремонта, фюзеляж выполнялся из двух частей, соединявшихся в районе 24-го шпангоута, сразу за позициями бортовых стрелков. Посадка и высадка экипажа осуществлялась через круглую дверь в задней части фюзеляжа, расположенную точно в том месте, куда обычно наносились бортовые хиномару.
Носовую оконечность, до 5-го шпангоута, занимала кабина навигатора-бомбардира. Носовой конус кабины мог вращаться вокруг своей оси, чтобы увеличить углы обстрела расположенного в нём пулемёта. Между 6-м и 11-м шпангоутами, в верхней части фюзеляжа, размещалась кабина двоих пилотов. Прямо под ней, между 9-м и 22-м шпангоутами, был расположен узкий и длинный бомбоотсек. Сразу за кабиной пилотов, над крылом, располагались рабочие места наблюдателя и двоих радистов. Сразу за крылом было расположено рабочее место бортинженера. В хвостовой оконечности фюзеляжа находилась кабина заднего стрелка.

### Крыло и хвостовое оперение
Крыло самолёта имело трапециевидную форму со скруглёнными законцовками и двухлонжеронную конструкцию. Профиль крыла — «Мицубиси» MAC 118. Крыло было цельнометаллическим и собиралось при помощи клёпки впотай, а элероны имели металлический каркас и тканевую обшивку. Конструктивно крыло состояло из пяти частей — центроплана, расположенного внутри фюзеляжа, внутренних консолей с мотогондолами и внешних консолей. Механизация крыла включала в себя односекционные элероны и односекционные закрылки, имевшие электропривод. На самолётах модификации G4M3 крыло было серьёзно переработано и имело однолонжеронную конструкцию.
Хвостовое оперение выполнялось по классической схеме и имело цельнометаллическую конструкцию, рули поворота и высоты имели металлический каркас и тканевую обшивку. Однолонжеронный стабилизатор состоял из трёх частей — центроплана и двух консолей. Киль состоял из прикреплённой к фюзеляжу нижней и съёмной верхней части.

## Список основных модификаций торпедоносца «Мицубиси Тип 1»

### Тип 1 мод. 1
- «Тип 1 мод. 1-1» (G4M1) — базовая версия

### Тип 1 мод. 2
- «Тип 1 мод. 2-2» (G4M2) — модификация с более мощными двигателями и 20-мм пушкой Тип 99 в башенке в верхней огневой точке
  - «Тип 1 мод. 2-2-Ко» (G4M2) — установлена РЛС, пулемёты заменены на 20-мм пушки
  - «Тип 1 мод. 2-2-Оцу» (G4M2) — установлено дополнительное вооружение — 20-мм пушка Тип 99
- «Тип 1 мод. 2-4» (G4M2a) — установлены новые редукторы двигателей, установлена РЛС, пулемёты заменены на пушки 20-мм
  - «Тип 1 мод. 2-4-Ко» (G4M2a) — мод. 2-4 с РЛС и пушечным вооружением Тип 99 (20-мм)
  - «Тип 1 мод. 2-4-Оцу» (G4M2a) — мод. 2-4 с пушечным вооружением Тип 99-2 (20-мм)
  - «Тип 1 мод. 2-4-Хэй» (G4M2a) — мод. 2-4 с пулемётным вооружением (в том числе носовой крупнокалиберный пулемёт «Тип 2» (13-мм))
  - «Тип 1 мод. 2-4-Тэй» (G4M2e) — вариант для транспортировки спецсамолётов Yokosuka MXY7 Ohka
- «Тип 1 мод. 2-5» (G4M2b) — прототип с двигателями «Касэй мод. 2-7»
- «Тип 1 мод. 2-6» (G4M2c) — прототип с двигателями «Касэй мод. 2-5-Оцу»
- «Тип 1 мод. 2-7» (G4M2d) — прототип с двигателями «Касэй мод. 2-5-Ру»

### Тип 1 мод. 3
- «Тип 1 мод. 3-4» — модификация уменьшенной дальности с бронезащитой экипажа
- «Тип 1 мод. 3-4-Оцу» — модификация с бронезащитой и пушечным вооружением (Тип 99-2 в верхней огневой точке)
- «Тип 1 мод. 3-4-Хэй» — модификация с бронезащитой и носовым пулемётом Тип 2
- «Тип 1 мод. 3-7» — прототип с двигателями «Касэй мод. 2-5-Ру»

### Тип 1, G4M
| Выпуск бомбардировщиков G4M                   | Выпуск бомбардировщиков G4M | Выпуск бомбардировщиков G4M |
| Фискальный год *                              | выпуск самолётов            | заказано в течение года     |
| 1940                                          | 25                          | 101                         |
| --------------------------------------------- | --------------------------- | --------------------------- |
| Третий квартал                                | 12                          |                             |
| Четвёртый квартал                             | 13                          |                             |
| 1941                                          | 251                         | 300                         |
| Первый квартал                                | 41                          |                             |
| Второй квартал                                | 53                          |                             |
| Третий квартал                                | 75                          |                             |
| Четвёртый квартал                             | 82                          |                             |
| 1942                                          | 437                         | 434                         |
| Первый квартал                                | 93                          |                             |
| Второй квартал                                | 84                          |                             |
| Третий квартал                                | 112                         |                             |
| Четвёртый квартал                             | 148                         |                             |
| 1943                                          | 664                         | 661                         |
| Первый квартал                                | 168                         |                             |
| Второй квартал                                | 171                         |                             |
| Третий квартал                                | 173                         |                             |
| Четвёртый квартал                             | 152                         |                             |
| 1944                                          | 925                         | 945                         |
| Первый квартал                                | 219                         |                             |
| Второй квартал                                | 265                         |                             |
| Третий квартал                                | 277                         |                             |
| Четвёртый квартал                             | 164                         |                             |
| 1945                                          | 112                         | 370                         |
| Первый квартал                                | 105                         |                             |
| Второй квартал                                | 7                           |                             |
| Всего                                         | 2414                        | 2811                        |
| * японский фискальный год начинается 1 апреля |                             |                             |

После неудачи с созданием эскортного истребителя, было наконец принято решение о запуске в производство бомбардировщика. В декабре 1940, самолёт получил официальное обозначение — Торпедоносец берегового базирования «Тип-1»  (яп. 一式陸上攻撃機 Ити сики рикдзё когекики). Это название нередко сокращалось до аббревиатуры Рикко  (яп. 陸攻 Рик-ко), обозначавшей все торпедоносцы берегового базирования (как «Тип-1», так и «Тип-96»). Часто использовался также внутренний шифр ВМС «G4M» (что расшифровывалось как «Торпедоносец (G) Модель № 4 пр-ва „Мицубиси“ (M)». После войсковых испытаний, новый самолёт был официально принят на вооружение 2 апреля 1941 года и в том же месяце началось его серийное производство на заводах «Мицубиси».
С марта 1942 года на самолёт начали устанавливать новые двигатели «Мицубиси» «Касей мод. 1-5», обладавшие лучшими высотными характеристиками. Начиная с 406-й серийной машины, выпущенной в августе того же года, «Касей мод. 1-5» стал основным двигателем для торпедоносцев «Тип-1». Официальное обозначение самолёта при этом осталось неизменным, хотя в литературе порой самолёты с новыми двигателями ошибочно обозначаются как G4M1 Модель 12.
Одновременно предпринимались попытки хоть как-то улучшить защищённость торпедоносца, лишённого любого вида бронирования. Начиная с 663-й машины (марте 1943 г.) стали устанавливаться крыльевые топливные баки с резиновым протектором толщиной 30 мм, монтировавшимися на нижнюю внешнюю поверхность крыльев. Добавочный вес и сопротивление снизили максимальную скорость на 9 км/ч и дальность на 310 км. Кроме того, на хвостовую огневую точку стали устанавливать 5-мм бронелисты, целью чего в первую очередь была защита боеприпасов хвостовой пушки, детонация которых причинила бы тяжёлые повреждения самолёту. Впрочем, бои показали неспособность 5,5 мм бронирования защитить хвост самолёта даже от 7,7-мм пуль, поэтому в частях эти бронирование демонтировали.
Подвергаясь незначительным модификациям, машины «Тип-1 мод. 1-1» серийно производились вплоть до января 1944 г. Общий выпуск самолётов этой модификации составил 1170 ед., не считая двух первых опытных экземпляров и тяжелых истребителей «Мицубиси-G6M1» (30 ед.).

### G4M2
Первый полёт G4M2 Модель 21 состоялся 17 декабря 1942 года, а серийное производство самолётов этой модификации началось в июле 1943 года. Основными изменениями по сравнению с G4M1 были новые двигатели Мицубиси Касей 21, развивавшие взлётную мощность в 1800 л.с, замена верхнего фюзеляжного пулемёта на 20-мм пушку во вращающейся башенке с электроприводом и замена боковых блистеров на сдвижные панели. Внесённые изменения привели к увеличению снаряжённой массы на 3 тонны, что привело к уменьшению скорости и дальности полёта, несмотря на более мощные двигатели.
В ходе производства G4M2 неоднократно подвергался изменениям. На модификации G4M2 Модель 22 Ко был введён поисковый радар Тип 3 Ку H6. Кроме того, бортовые пулемёты были заменены 20-мм пушками. Большие размеры пушек потребовали смещения боковых окон вдоль оси самолёта. На самолётах модификации G4M2 Модель 22 Оцу, 20-мм пушка Тип 99-1 в верхней огневой точке была заменена своей улучшенной версией, Тип 99-2.
Повышенный уровень вибрации от новых двигателей привёл к появлению следующей модификации, G4M2a Модель 24, отличавшейся изменёнными редукторами двигателей. Это не только помогло избавиться от вибрации, но и повысило максимальную скорость самолёта на 13 км/ч. Варианты G4M2a Модель 24 Ко и G4M2a Модель 24 Оцу были по своим отличиям аналогичны соответствующим вариантам G4M2 Модель 22. На модификации G4M2a Модель 24 Хей носовой пулемёт был заменён более мощным 13-мм Тип 2.
Самолёты модификации G4M2e Тей являлись специально оборудованными носителями для самолётов-снарядов MXY7 «Ока». Помимо приспособлений для транспортировки MXY7 под фюзеляжем, самолёты этой модификации оборудовались дополнительной защитой.
Не вышли за стадию прототипов ещё несколько вариантов G4M — G4M2b Модель 25, оснащённый двигателями Мицубиси Касей 27, построенный в единственном экземпляре; G4M2c Модель 26, оборудованный двигателями Мицубиси Касей 25 Оцу со впрыском топлива, всего два прототипа которого были закончены и G4M2d Модель 27 с двигателями Мицубиси Касей 25 Ру с турбонаддувом, существовавший в единственном экземпляре. Не считая них, в общей сложности до окончания серийного производства G4M2 в июне 1945 года было произведено 429 G4M2 Модель 22 и его вариантов и 713 G4M2 Модель 24 всех версий.

### G4M3
С приближением войск Союзников к территории Японии, отпала нужда в огромном боевом радиусе G4M. Это привело к появлению новой модификации G4M3A Модель 34 Ко, прототип которой впервые поднялся в воздух 1 января 1944 года. Новый самолёт был оснащён двигателями Мицубиси Касей 25, но главным его отличием стала ликвидация части топливных баков и введение протекторов на оставшихся, что значительно повысило живучесть самолёта. Вооружение было схоже с модификацией G4M2a Модель 24 Ко, но хвостовая огневая точка была кардинально модернизирована и оснащена пушкой Тип 99-2 вместо Тип 99-1. Существовали также варианты G4M3A Модель 34 Оцу и G4M3A Модель 34 Хей, аналогичные по своим отличиям соответствующим вариантам G4M2.
Серийное производство G4M3 было развёрнуто в октябре 1944 года, но начавшиеся к тому времени воздушные бомбардировки предприятий не позволили произвести его в значительных количествах. Всего 91 самолёт новой версии был выпущен до капитуляции Японии. Не был запущен в производство и созданный в единственном экземпляре G4M3A Модель 37, представлявший собой G4M3A Модель 34, оснащённый двигателями Мицубиси Касей 25 Ру с турбонаддувом.

## Боевое применение

### Китай
Первой частью, перевооружённой G4M в мае 1941 года, стал кокутай «Такао», дислоцированный на Тайване. После тренировок, продолжавшихся до 23 июня, авиагруппа, насчитывавшая к тому времени 27 машин, была 25 июня переброшена под Ханькоу, откуда она вскоре начала совершать боевые вылеты. К тому времени китайские ВВС, нёсшие тяжёлые потери в борьбе с новыми японскими истребителями A6M «Зеро», старались избегать боя с ними. Впервые G4M были перехвачены китайскими истребителями (по разным сведениям, И-16 или И-153) во время бомбардировки Чэнду 11 августа, однако новые бомбардировщики продемонстрировали своё серьёзное преимущество, не понеся потерь и даже сбив три истребителя огнём 20-мм пушек. С окончанием боевых действий, 1—2 сентября авиагруппа была переброшена обратно на Тайвань, где приступила к подготовке к будущей войне.

### Филиппины

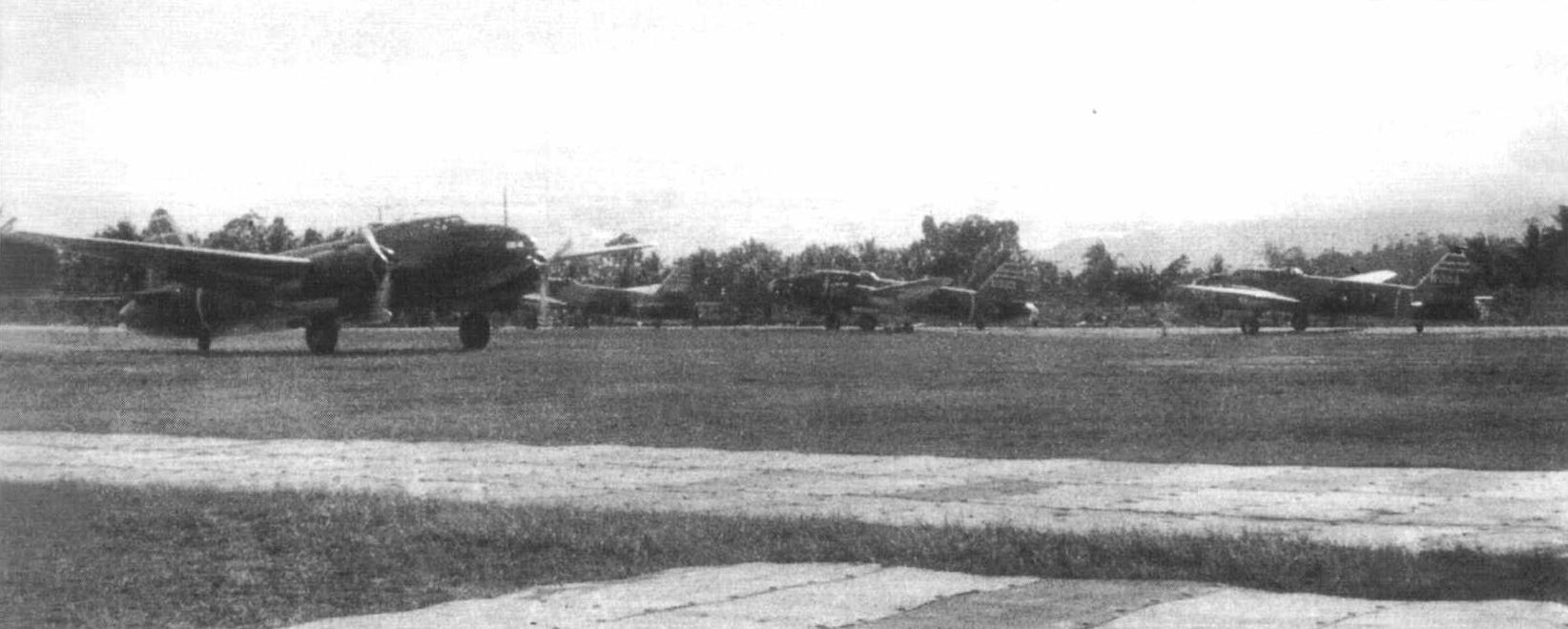
G4M соединения «Каноя» на авиабазе Минданао на Филиппинах, январь 1942 года

К 7 декабря 1941 года количество G4M в войсках дошло до 108 единиц. В предшествовавшую нападению на Пёрл-Харбор неделю они выполняли многочисленные разведывательные миссии над Филиппинами и атоллом Уэйк. Одновременно с атакой на Пёрл-Харбор, 8 декабря планировалось провести массированный авианалёт силами «Рикко» 21-й и 23-й авиафлотилий, на рассвете, в традициях японской военной доктрины, на американские авиабазы на острове Лусон. Нападение чуть было не сорвалось из-за густого предрассветного тумана, однако пусть и с опозданием, самолёты поднялись в воздух. На Филиппинах к тому времени уже знали об атаке Пёрл-Харбора и спешно готовились к отражению атаки, но японцам повезло застать американцев в самый неподходящий момент, когда почти все прикрывавшие аэродром истребители как раз только что совершили посадку для дозаправки. Смешанные силы японцев, состоявшие из 103 бомбардировщиков G3M и G4M, сбросили 1122 60-кг и 26 250-кг бомб на аэродромы Иба, Кларк-Филд и находившуюся рядом радарную станцию. Уцелевшие самолёты противника тут же были атакованы пушечно-пулемётным огнём истребителей A6M эскорта. В результате этого нападения, на земле были уничтожены более 80 американских самолётов и ещё 13 было сбито в воздухе, в то время как потери японцев составили всего семь A6M и один G4M, совершивший вынужденную посадку на обратном пути.
После перерыва 9 декабря, вызванного вновь сгустившимся туманом, на следующий день бомбардировки возобновились. G4M разрушили военно-морскую базу в Кавите, уничтожив торпедный арсенал и оставив практически безоружными эсминцы и подводные лодки американского флота. Кроме этого в бухте Манилы были потоплены транспорт «Сэголэнд», подводная лодка «Силайон» и тральщик «Биттерн» и повреждены эсминец «Пири» и подводная лодка «Сидрэгон». При этом с японской стороны потери составили всего по одному G4M и A6M. 12—13 декабря продолжили налёты, обеспечивая поддержку высадившегося японского десанта и не давая американцам собрать значительные подкрепления. 13 декабря бомбардировкам вновь подверглась Манильская бухта, в которой были потоплены два парохода и американский транспорт снабжения. За первую неделю боёв японцами было безвозвратно потеряно всего четыре G4M. 14 декабря на захваченные на Филиппинах аэродромы перебазировались бомбардировщики Ки-21 армейской авиации, что позволило высвободить «Рикко» для роли торпедоносцев и интенсивность атак по кораблям стала резко возрастать. Ко времени отхода американских войск на полуостров Батаан в первых числах января 1942 года, на счету G4M числился не один десяток потопленных и повреждённых судов.

### Потопление «Принца Уэльского» и «Рипалса»
Одновременно с атакой на Пёрл-Харбор, 8 декабря 1941 года, началось и наступление на британскую Малайю. В том регионе действовала эскадра "оперативное соединение «Z», состоявшая из линкора «Принц Уэльский», линейного крейсера «Рипалс» и четырёх эсминцев. Маршрут эскадры был составлен таким образом, чтобы не подходить к занятому японскими силами побережью ближе, чем на 170 миль, максимальному радиусу полёта с нагрузкой германских торпедоносцев He-115 — в то время британцы ещё полагали, что японские самолёты никак не могут превосходить по своим характеристикам немецкие. Утром 8 декабря эскадра вышла из порта Сингапура, намереваясь к утру 10 декабря перехватить японские транспортные суда. Японское командование решило принять срочные меры, чтобы не допустить срыва высадки десанта. Поскольку имевшиеся у японцев в том регионе старые линейные крейсеры «Конго» и «Харуна» явно уступали британским кораблям, единственным выходом оставалась торпедная атака с воздуха.

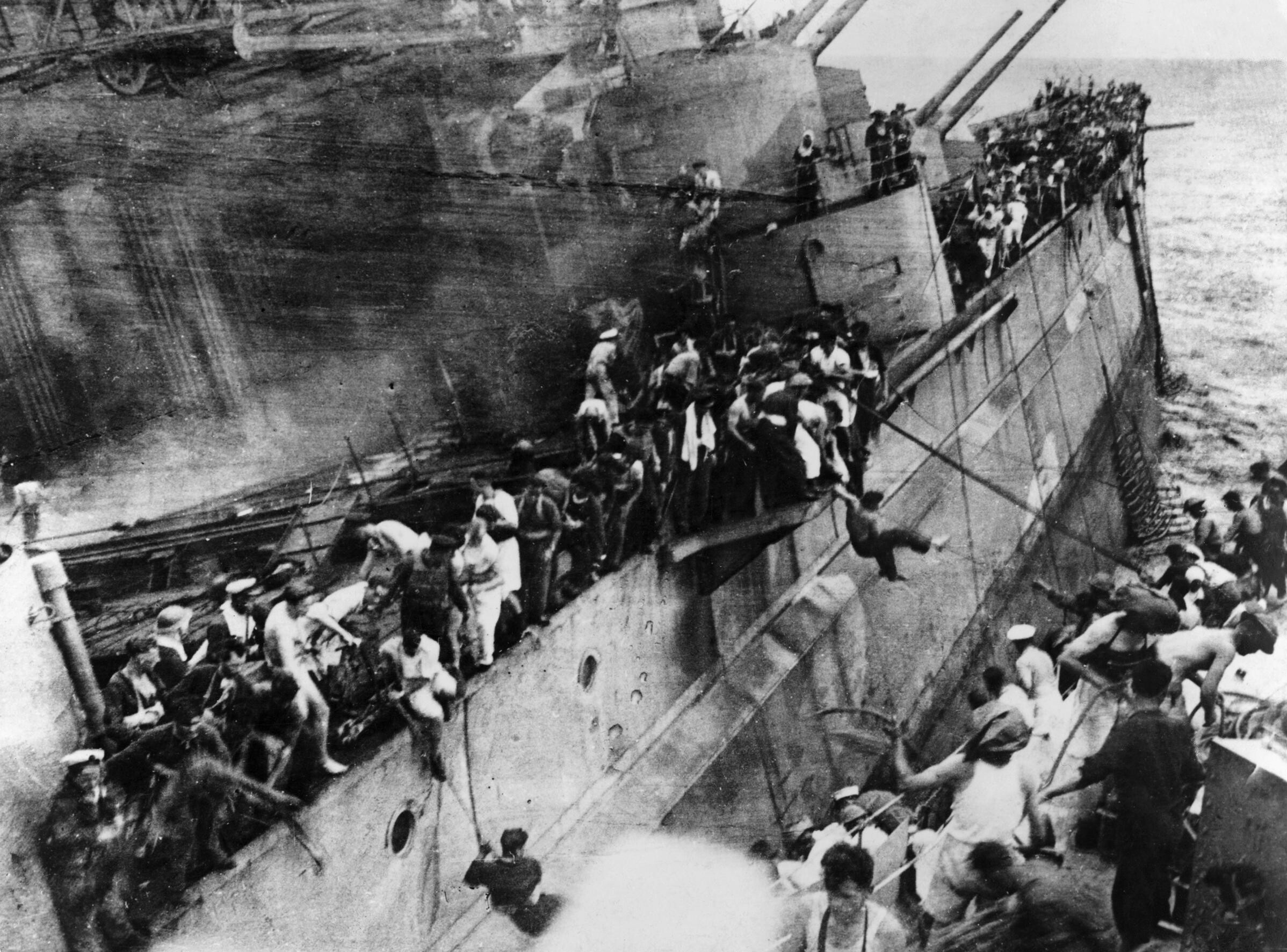
Команда «Принца Уэльского» эвакуируется с тонущего корабля

Ранним утром 10 декабря на разведку вылетела девятка G3M, а вскоре в воздух поднялись и основные силы — 34 вооружённых бомбами и 23 снаряжённых торпедами G3M и 26 G4M, нёсших только торпеды. Все три эти группы шли одним курсом, но независимо друг от друга, не имея визуального контакта. В 10:15 оба линкора были обнаружены одним из разведчиков и в 11:13 вооружённые бомбами G3M атаковали «Рипалс», добившись одного попадания 250-кг бомбы, не нанёсшего серьёзных повреждения, а от вскоре последовавшей атаки торпедоносцев линейный крейсер сумел уклониться. Однако торпедоносцы заходили со всех сторон и вскоре сумели добиться первого попадания в среднюю часть корпуса, но противоторпедная защита выдержала и корабль не получил существенных повреждений. Но вскоре ещё четыре торпеды попали в линейный крейсер, который потерял управление и начал стремительно крениться. В 12:33, «Рипалс» перевернулся и затонул.
Тем временем, вооружённые торпедами G4M атаковали «Принца Уэльского». Зенитный огонь линкора оказался неэффективен и две торпеды из восьми выпущенных поразили кормовую часть линкора. В результате попаданий отказало рулевое управление, оказалась обесточена большая часть корабля, а кормовые отсеки начали стремительно заполняться водой. Вскоре в потерявший управление корабль попали ещё четыре торпеды, после чего он потерял ход и стал тонуть. Ещё через некоторое время к месту событий подоспела третья волна атакующих, вооружённые бомбами G3M, которые добились одного попадания 500-кг бомбы в центр корабля, вызвавшего тяжёлые потери экипажа. Это ускорило гибель корабля, который в 13:20 опрокинулся и затонул.
Спешно прибывшие на место сражения истребители застали только эсминцы, подбиравшие из воды уцелевших моряков, японские самолёты уже взяли обратный курс. В тот день, англичане лишились 2 линейных кораблей и 840 членов их команд, в то время как японцы потеряли всего 6 самолётов сбитыми. Гибель «Принца Уэльского» и «Рипалса» нанесла очень большой удар по боевому духу британских войск.

### Малайя и Сингапур
Одновременно с началом войны, 8 декабря 1941 года, оснащённые G4M бомбардировочные эскадрильи начали бомбардировки британских авиабаз на Малайском полуострове. В результате массированных авианалётов уже к концу дня британцы потеряли почти половину своей авиации в том регионе. Это, в сочетании с активностью японских истребителей, намного превосходивших устаревшие британские, практически лишило англичан возможности оказать авиационную поддержку своим войскам. 3 января G4M присоединились к бомбардировке Сингапура, а также начали атаковать караваны судов, подвозившие в город подкрепления, хотя больших успехов не добились. При этом, из-за отсутствия достаточного количества подходящих аэродромов у японцев на Малайском полуострове, большая часть G4M была вынуждена действовать с авиабаз в Индокитае. При этом расстояние до цели превышало 1100 км, что, впрочем, не представляло проблем для G4M с их огромной дальностью полёта. К концу января — началу февраля 1942 года, когда сопротивление британской авиации было окончательно подавлено, повысилась и интенсивность атак торпедоносцев G4M по судам. До капитуляции Сингапура 15 февраля 1942 года, ими были потоплены десятки судов, в основном транспортов и вспомогательных судов.

### Австралия
19 февраля 1942 года перед полуднем 27 G4M вылетели из аэродрома Кендари (остров Сулавеси) на бомбардировку военного аэродрома в Дарвине. Предположительные потери японской стороны в этом налёте составляют 4 самолёта.

## Сохранившиеся G4M
После капитуляции Японии, почти все японские военные самолёты, включая и G4M, были уничтожены победителями. Единственный сохранившийся до наших дней экземпляр G4M, G4M1 Модель 11, находится в музее авиации в Санта-Монике, США. В распоряжении Смитсоновского института в Вашингтоне, США, находятся также носовая и хвостовая части фюзеляжа G4M3 Модель 34. В самой Японии сохранилась лишь хвостовая часть G4M2 Модель 22, принадлежащая частному коллекционеру Н.Харада и экспонирующаяся в его музее в Токио. Кроме этого, часть ещё одного G4M сохраняется в авиационном музее в Дарвине, в Австралии.

## Тактико-технические характеристики
| ТТХ G4M различных модификаций                                |                               |                               |                               |                               |
|                                                              | G4M1, Модель 11               | G4M1, Модель 13               | G4M2, Модель 22               | G4M3, Модель 34               |
| Размеры                                                      |                               |                               |                               |                               |
| Размах крыла, м                                              | 24,88                         | 24,88                         | 24,89                         | 25,00                         |
| Длина, м                                                     | 19,97                         | 19,97                         | 19,63                         | 19,50                         |
| Высота, м                                                    | 4,90                          | 4,90                          | 4,11                          | 4,80                          |
| Площадь крыла, м²                                            | 78,13                         | 78,13                         | 78,00                         | 78,00                         |
| Сухая масса, кг                                              | 6800                          | 6741                          | 8160                          | 8300                          |
| Масса снаряжённого, кг                                       | 9500                          | 9500                          | 12 000                        | 12 500                        |
| Максимальная взлётная масса, кг                              | 12 500                        | 14 000                        | 15 390                        | 14 325                        |
| Характеристики                                               |                               |                               |                               |                               |
| Двигатель                                                    | Мицубиси Касей 11, 1530 л. с. | Мицубиси Касей 15, 1530 л. с. | Мицубиси Касей 21, 1800 л. с. | Мицубиси Касей 25, 1825 л. с. |
| Максимальная скорость с полной нагрузкой, км/ч, на высоте, м | 428 / 4200                    | 452 / 6000                    | 437 / 4600                    | 470 / 4890                    |
| Крейсерская скорость с полной нагрузкой, км/ч, на высоте, м  | 315 / 3000                    | 322 / 3000                    | 322 / 4000                    | 350 / 4000                    |
| Время подъёма, мин, на высоту, м                             | 18 / 7000                     | 15 / 7000                     | 13 / 5000                     | 20 / 7000                     |
| Нагрузка на крыло, кг/м²                                     | 121,6                         | 160,0                         | 160,0                         |                               |
| Дальность полёта с полной нагрузкой, км                      | н/д                           | н/д                           | н/д                           | н/д                           |
| Максимальная дальность полёта, км                            | 6034                          | 5419                          | 3270                          | 4334                          |
| Практический потолок, м                                      | 9100                          | н/д                           | н/д                           | н/д                           |